# Франческато, Иван
Иван Франческато (итал. Ivan Francescato; 10 февраля 1967, Тревизо — 19 января 1999, там же) — итальянский регбист, выступавший на позиции центра. В составе сборной Италии выиграл чемпионат Европы (трофей ФИРА) в сезоне 1995/1997. Скоропостижно скончался в 1999 году от сердечного приступа, немного не дожив до 32 лет.

## Игровая карьера
Происходит из регбийной семьи: все его пять братьев играли в регби, а трое из них (Бруно, Нелло и Рино). Первые шаги в регби сделал в составе клуба «Тарвизиум», дебютную игру провёл 14 сентября 1986 года в Серии A2 против клуба «Милан». После вылета «Тарвизиума» из Серии A2 Франческато перешёл в клуб «Бенеттон», став играть на позиции внешнего центрового (номер 13): на долгие годы он стал игроком основного состава клуба, выиграв с ним чемпионат Италии в сезоне 1988/1989.
Дебютную игру Франческато сыграл 7 октября 1990 года против Румынии в Падуе. 24 ноября 1990 года в игре против СССР отметился занесённой попыткой (победа Италии со счётом 34:12). В 1991 году он сыграл все три матча группового этапа чемпионата мира в Англии. После ухода в отставку тренера Бертрана Фуркада команду возглавил Жорж Кост, под руководством которого Франческато продолжал выступления: он сыграл на чемпионате мира 1995 года в ЮАР все три матча группового этапа, а в 1997 году стал чемпионом Европы, выиграв в финальном матче Трофея ФИРА в Гренобле у Франции. Победа итальянцев над французами со счётом 40:32 стала первой победой Италии в истории личных встреч, а также стала одной из предпосылок к присоединению Италии к Кубку пяти наций на правах постоянной участницы розыгрышей. Однако 8 ноября 1997 года Франческато сыграл последний матч за сборную Италии против ЮАР в Болонье: из-за многочисленных травм он больше не вызывался в команду.

## Смерть
19 января 1999 года около 3 часов ночи Ивану Франческато стало плохо: вечером он провёл вечеринку с друзьями, одноклубниками и своей подругой. Несмотря на экстренную госпитализацию, Франческато скончался. В качестве предположительной причины смерти называлась аневризма головного мозга.
Вскрытие показало, что смерть Ивана Франческато наступила из-за остановки сердца, вызванной коронарным атеросклерозом, который обычно встречается у пожилых людей. Характеристики сердца Франческато были такими, как у человека возрастом около 62 лет, что могло быть связано с некими генетическими факторами. Семья покойного решила передать роговицы врачам, а также предложила клубу организовать сбор средств в поддержку благотворительной медицинской ассоциации в Африке.

## Память
Имя Ивана Франческато носит академия Итальянской федерации регби, которая отвечает за подготовку игроков сборных Италии не старше 19 и не старше 20 лет.
До сезона 2008/2009 в клубе «Бенеттон» майка под номером 13 была посмертно закреплена за Франческато, а внешние центровые играли под номером 18. Однако перед розыгрышем Кубка Хейнекен руководство европейского регби потребовало от «Бенеттона» отменить запрет в связи с регламентом турнира. Под номером 13 стал играть Бенджамин де Ягер.

## Достижения
Чемпион Европы:
- 1995/1997[англ.]

Чемпион Италии:
- 1988/1989[итал.], 1991/1992[итал.], 1996/1997[итал.], 1997/1998[итал.] (все — Бенеттон)

Кубок Италии:
- 1997/1998 (Бенеттон)

## Награды
- Трижды кавалер бронзовой медали спортивной доблести[итал.]:
  - 1992 — второе место на чемпионате Европы и 10 игр за сборную (номер 11662)[9]
  - 1994 — второе место на чемпионате Европы (номер 13750)[9]
  - 1997 — чемпион Италии (номер 16683)[9]
- Кавалер серебряной медали спортивной доблести[итал.]: чемпион Европы (номер 3068)[9]